# 13 дни
„13 дни“ е български игрален филм (драма) от 1964 година на режисьора Стефан Сърчаджиев, по сценарий на Лозан Стрелков. Оператор е Васил Холиолчев. Музиката във филма е композирана от Найден Геров.

## Състав
- Емил Стефанов – Белев
- Димитър Буйнозов – Васко
- Анастасия Бакърджиева – Ирина Бъчварова
- Любомир Кабакчиев – Майор Есев
- Асен Кисимов – Владо
- Йордан Матев – Витан
- Кунка Баева – Магда
- Ани Бакалова – Лена
- Михаил Михайлов – Караделов
- Стефан Пейчев – Генерал Сербезов
- Веселин Василев – Виктор
- Петко Карлуковски – Крачун Шопа
- Стефан Караламбов – Бъчваров
- Иван Стефанов – Капитан Илчев
- Николина Томанова – Яна
- Януш Алурков – Антон
- Пенка Василева
- Славчо Митев
- Найчо Петров
- Христо Домусчиев
- Светослав Карабойков